# William Galassini
William Galassini (Brisighella, 19 marzo 1924 – Bologna, 5 giugno 1984) è stato un direttore d'orchestra, arrangiatore e compositore italiano.
Diresse l'orchestra nel Festival di Sanremo 1959 e partecipò a quella del Festival di Sanremo 1952, inoltre diresse l'orchestra all'Eurovision Song Contest 1959.

## Biografia
Studiò pianoforte prima a Torino e poi a Bologna, entra nell'Orchestra della canzone diretta dal maestro Cinico Angelini e con questa formazione prende parte al Festival di Sanremo 1952. Ha diretto successivamente l'orchestra Milleluci in RAI negli anni 1950/sessanta collaborando con cantanti quali Gianna Quinti, Giuseppe Negroni, Oscar Carboni, Domenico Modugno, Poker di voci, Lina Lancia. Al Festival di Sanremo 1959 ha diretto una delle due orchestre (c'era la doppia esecuzione delle canzoni) presenti. L'altro Maestro era Gianni Ferrio. Ha inciso molti dischi per la Fonit Cetra, dove dal 1960, anno in cui vi entra collaborando come direttore e arrangiatore. Fra i vari dischi pubblicati un 33 giri Cetra serie LPA "Musiche da films" e un EP Cetra, con il titolo  "dolce vita/Rossetto sul colletto". In seguito assume la direzione del coro Polifonico di Ravenna.